# Siemens Digital Industries Software
Die Siemens Digital Industries Software, auch bekannt als Siemens EDA (ehemals Siemens Product Lifecycle Management Software Inc., kurz Siemens PLM Software, davor Mentor), ging 2007 aus dem Merger unter der Leitung des ehemaligen Siemens-CEO Klaus Kleinfeld mit der amerikanischen UGS Corporation (vorher: Unigraphics Solutions Inc.) hervor.
Das Softwarehaus ist bekannt für seine Produkte der 3D-Darstellung für die CAD-Entwicklung und PLM-Software, die dem Kunden Hardware, Software und Unterstützung für die Digitale Fabrik aus einer Hand anbieten. Das Unternehmen bietet führende Produkte im Bereich Electronic Design Automation für die Halbleiterindustrie an.
Der globale Hauptsitz ist Plano (Texas). Der Hauptsitz für Deutschland ist Köln.

## Organisation
Die aktuelle Leitung ist Joe Bohman, Senior Vice President Lifecycle Collaboration Software.
Am Standort Plano sind 2020 ca. 1700 Beschäftigte. Global hatte UGS ca. 7300 Mitarbeiter.
Die Umsatzerlöse „Softwaregeschäft“ waren 2020 ca. 4,2 Mrd. USD und machen rund 28 % am Geschäftsportfolio aus.

## Eigentumsverhältnisse & Firmenname
Initial gab das Unternehmen am 25. Januar 2007 die Übernahmeabsicht bekannt, mit dem Wunsch der Integration in ihren ehemaligen Bereich Automation & Drives Division als UGS PLM Software.
Die 3,5 Milliarden Dollar Übernahme der UGS Corp. durch die Siemens AG hat die EU-Kommission nach Abschluss der kartellrechtlichen Prüfung der EU ohne Auflagen genehmigt.
Später ging der Name Siemens PLM Software hervor und ist in der Division Digital Industries Teil des sog. „Xcelerator“ Portfolios und in den Geschäftsbereich Siemens Digital Industries Software integriert, was seit 4. September 2019 die aktuelle Namensidentität ist.

### Merger & Acquisitions
Anfang 2016 wurde bekanntgegeben, dass Siemens CD-adapco für einen Kaufpreis von 970 Millionen US-Dollar übernimmt und damit das Produktportfolio im Bereich numerische Simulation um eine etablierte Strömungsanalysesoftware erweitert.
Im April 2017 wurde die Ende 2016 angekündigte Übernahme durch Siemens von EDA-Spezialist Mentor Graphics mit ca. 5700 Mitarbeitern (2016) vollzogen. Der Kaufpreis betrug 4,5 Milliarden US-Dollar.
Seit 2021 firmiert Mentor als Siemens EDA.
Weitere Akquisen durch Siemens zur Stärkung des Portfolios sind fortlaufend.

## Produkte
Die bekanntesten Produkte der Firma sind die Programme NX, ein kommerzielles Programmpaket für die Bereiche des CAD, CAM und CAE, sowie das Programmpaket Teamcenter, das die Verwaltung der Konstruktionsdaten (PDM) und die Konstruktion im Firmenverbund (cPD bzw. cPDM) unterstützt. Ein bekanntes Werkzeug, was z. B. im Anforderungsmanagement genutzt wird, ist Polarion.
Weitere Software-Produkte sind: I-DEAS NX, Solid Edge, Tecnomatix, Plant Simulation, RobCad, NX Nastran, Simcenter, Jack, SDK, Femap, D-Cubed, JT, PLM Vis, PLM XML und Parasolid.
Die Produkte sind heute Teil der Siemens Digital Industries Software und in die folgenden Technikkategorien (Englisch) verteilt:
- Electronic Design (Calibre, Xpedition uvm.)
- Manufacturing (NX, Opcenter uvm.)
- Lifecycle Management (Polarion, Teamcenter uvm.)
- Software Development (Capital, Mendix uvm.)
- Electrical Systems (Capital, Solid Edge Electrical)
- Mechanical Design (NX, Solid Edge uvm.)
- Simulation (Simcenter)
- IoT (MindSphere)

Die Produkte des Unternehmens werden hauptsächlich in der Luftfahrtindustrie, in Unternehmen des Verteidigungssektors, bei Herstellern aus dem Maschinenbau, dem Automobil- und Transportsektor sowie in der Elektronik- und Telekommunikationsindustrie für die 3D-Konstruktion, konstruktionsbegleitendes Daten- und Teilemanagement und zur Unterstützung der konzernweiten Konstruktionszusammenarbeit und Fertigungsplanung eingesetzt.

## Geschichte und Ursprung von UGS

### 1963–2001
Das zuletzt als UGS bekannte Unternehmen wurde als United Computing im Jahre 1963 über einem Friseurladen in Torrance (Kalifornien) gegründet. Das erste verkaufsfähige Produkt hatte den Namen UNIAPT. Es wurde im Jahre 1969 von der damaligen Firma United Computing entwickelt und war weltweit eines der ersten CAM-Produkte für Endkunden. Im Jahre 1973 wurde der Softwarequelltext des Programms Automated Drafting and Machining (ADAM) von der Firma MCS erworben. Dieser Quelltext war Grundlage einer Software namens UNI-GRAPHICS, die ab 1975 als Unigraphics verkauft wurde.
Im folgenden Jahr wurde United Computing von dem Luftfahrtunternehmen McDonnell Douglas übernommen, das mehrere neue CAD/CAM-Abteilungen aufbaute, eine davon unter dem Namen Unigraphics. Im Jahre 1980 wurde Unigraphics als erstes Hard- und Softwarepaket der Gruppe für den Entwurf von Körpern in dreidimensionaler Darstellung für den Verkauf freigegeben.
Mit Übernahme des Unternehmens durch McDonnell Douglas wurde der Firmensitz nach St. Louis verlegt. Im Jahre 1991 wurden die McDonnell Douglas Systems Integration Abteilungen, darunter auch Unigraphics, von der Firma EDS unter dem neuen Namen EDS Unigraphics übernommen. Im Jahre 1997 wurde die Abteilung Unigraphics in eine eigenständige Tochtergesellschaft Unigraphics Solutions umgewandelt, in welche zeitgleich der Bereich Maschinenbausoftware von Intergraph, mit den Produkten Solid Edge und EMS, integriert wurde. EDS brachte einen Teil des Unternehmens an die Börse, blieb aber Mehrheitseigentümer. Während dieser Zeit übernahm Unigraphics selbst einige Unternehmen, darunter die vorher in Ames (Iowa) ansässig gewesene Engineering Animation Inc., die sich mit Visualisierung befasst.
Im Jahre 1999 wurde das Unternehmen Applicon übernommen, das seit langer Zeit auf dem Gebiet EDA tätig ist.

### 2001–2005
Im Jahre 2001 wurde das Unternehmen in UGS umbenannt. EDS kaufte alle im Markt befindlichen Aktien zurück und übernahm auch das Unternehmen Structural Dynamics Research Corporation (SDRC), einen vormaligen Konkurrenten von Unigraphics, welcher seit 1967 eine Ausgründung von Forschungs- und Entwicklungsarbeiten der Universität Cincinnati war. UGS und SDRC wurden zum Geschäftsbereich LOB (Line of Business), besser bekannt unter dem Namen EDS PLM Solutions, zusammengelegt. Im Jahre 2004 verkaufte EDS diesen Geschäftsbereich an die Private-Equity-Unternehmen Bain Capital, Silver Lake Partners und Warburg Pincus. Im August 2004 verlegte UGS seinen Firmensitz nach Plano (Texas); ab diesem Zeitpunkt befand das Unternehmen sich ausschließlich im Privatbesitz. Im Jahre 2005 übernahm UGS zusätzlich die Firma Tecnomatix Technologies Ltd.